# Ficus vrieseana
Ficus vrieseana är en mullbärsväxtart som beskrevs av Friedrich Anton Wilhelm Miquel. Ficus vrieseana ingår i släktet fikonsläktet, och familjen mullbärsväxter. Inga underarter finns listade i Catalogue of Life.